# 無限∞ブランノワール
『無限∞ブランノワール』（むげんブランノワール）は、2015年10月28日に発売された中川翔子と小林幸子によるしょこたん♥さっちゃん名義のデュエット・シングルである。

## 概要
- 表題曲はスクウェア・エニックスのアプリ「無限∞ナイツ」とのコラボソング。
- 初回生産限定盤のカップリング曲「ネコブギー」は細野晴臣とのコラボであり、アニメ『おまかせ!みらくるキャット団』のオープニングテーマとして起用された。
- 完全生産限定盤のジャケットはキナコによるイラストジャケットが使用されている[2]。

## 収録曲

### 通常盤
1. 無限∞ブランノワール
作詞・作曲・編曲：前山田健一
2. ちょべりGood Time（しょこたん♥DECO*27）
作詞・作曲：DECO*27、編曲：DECO*27 & KTG
3. 無限∞ブランノワール（instrumental）
4. ちょべりGood Time（instrumental）

### 初回生産限定盤
1. 無限∞ブランノワール
2. ネコブギー（しょこたん♥はるおみ）
  - 作詞・作曲・編曲：細野晴臣
3. 無限∞ブランノワール（instrumental）
4. ネコブギー（instrumental）

DVD
1. 無限∞ブランノワール Music Video
2. テレビアニメ「おまかせ!みらくるキャット団」本編第1話
3. テレビアニメ「おまかせ!みらくるキャット団」新OP映像

### 完全生産限定盤
1. 無限∞ブランノワール
2. 無限∞ブランノワール（instrumental）

DVD
1. 無限∞ブランノワール Music Video
2. 無限∞ブランノワール Music Video Making
3. 小林幸子×中川翔子「風といっしょに」（2015.5.5「中川翔子 超☆貪欲生誕祭 30だお!全員集合!!」より）